# 梁其鼎
梁其鼎是西周晚期的青銅器。1940年在陝西岐山任家村（今屬陝西扶風）出土，為梁其器組之一。現在藏於陝西省歷史博物館。

## 銘文
梁其鼎內壁有銘文。銘文為：
「唯五月初吉壬申，梁其乍（作）尊鼎，用享考於皇且（祖）考，眉壽無疆，畯臣天，其百子千孫，其萬年無疆，其子子孫孫永寶用。」